# Šturc
Šturc je lidový název skleněného poklopu či kopule, výjimečně oválného tvaru, pod který se umisťují vybrané předměty jako jsou cenné hodiny, jemný porcelán, plastiky, květiny, svatební kytice, první botičky dítěte, figury svatých vyráběné zčásti z vosku apod. Důvodem pro použití šturcu je ochrana před prachem, který by se z předmětů nedal dost dobře odstranit.
Jiné použití má šturc v potravinářství, kde se pod něj dávají převážně aromatické sýry. Potravinářské šturce mají poněkud odlišný tvar od šturců používaných ve starožitnictví, protože mívají zpravidla ve vrchní části držadlo pro snadné odklopení.